# Ättiksyraanhydrid
Ättiksyraanhydrid eller acetylacetat (CH3CO)2O, är en färglös, högkokande (kokpunkt 139 °C) vätska med frän ättiksaktig lukt. Molekylen är ättiksyrans anhydrid.

## Framställning
Ättiksyraanhydrid framställs genom dehydratisering av ättiksyra. Denna reaktion är en så kallad kondensationsreaktion.

## Användning
Ättiksyraanhydrid används inom den organiska syntesen för acetylering av aminer, alkoholer och tioler, och har som acetyleringsmedel funnit användning vid framställningen av acetylsalicylsyra genom reaktion med salicylsyra.
Heroin, ett starkt narkotikum, kan på liknade sätt framställas ur opium genom diacetylering med anhydriden. Detta har gjort att all användning har belagts med myndighetskrav. Ättiksyraanhydrid bildar med morfin drogen heroinbas (rökheroin) Ur heroinbasen kan sedan heroinhydroklorid framställas genom användning av saltsyra.

## Egenskaper
Ämnet reagerar lätt med vatten och bildar då ättiksyra (CH3COOH).
{\displaystyle {\rm {(CH_{3}CO)_{2}O+H_{2}O\rightarrow 2\ CH_{3}COOH}}}
Ättiksyraanhydrid är löslig i kloroform, bensen och dimetylsulfoxid, och är blandbar med etanol, dietyleter och ättiksyra.